# Panormo (Acaya)

Mapa de la antigua Acaya donde se aprecia la ubicación del puerto de Panormo, al norte, cerca de Patras.

Panormo (en griego, Πάνορμος) es el nombre de un antiguo puerto griego de Acaya. 
Es citado por Tucídides en el marco de la guerra del Peloponeso, mencionando que fue empleado como base de la infantería del ejército peloponesio en la batalla  de Naupacto que tuvo lugar contra la flota ateniense en el 429 a. C.
Polibio indica que este puerto fue utilizado como campamento por Filipo V de Macedonia durante la Guerra Social, poco antes de entablar las negociaciones de paz con los etolios que tuvieron lugar en Naupacto.
Pausanias la ubica a quince estadios del promontorio de Río y a otros quince del llamado «Muro de Atenea».